# Петро (Білянський)
Петро́ Біля́нський (пол. Piotr Bielański, з 1782 — Ritter von Bielański; 1736, Жовква — 29 травня 1798, Львів) — український релігійний й освітній діяч. Греко-католицький священник, єпископ Львівський, Галицький і Кам'янецький (1779—1798). Перший представник білого (мирського) духовенства на Львівській єпископській кафедрі УГКЦ.

## Життєпис
Народився в 1736 році в м. Жовква. Був, мабуть, сином жовківського міщанина (за іншими даними сином міщанина з Бучача). Навчався, певне, не у василіян (за іншими даними, у Бучацькій василіянській гімназії у першому навчальному році (1754—1755)).
Катедральний архидиякон, віленський кустош і генеральний адміністратор львівський. Призначений на посаду єпископа 30 жовтня 1779 року. За одними даними, єпископське свячення відбулося 23 вересня 1781 року через опір василіян, які не хотіли призначення на кафедру львівського єпископа мирської особи. Ієрарх частково пішов на поступки василіянам (зокрема, прийняв правила Чину, носив одяг), але не отримав повної їхньої підтримки, надалі мав конфлікти. За іншими даними, його свячення (консекрація) відбулося 12 серпня 1781 року в катедральній церкві (соборі святого Юра) за присутності, зокрема, архиєпископа Полоцького та митрополита Київського і всієї Руси Ясона Смогожевського, львівського вірменського католицького єпископа-коад'ютора Якуба Валеріана Тумановича, католицького єпископа-коад'ютора баковського Домініка Петра Карвосецького, австрійського губернатора Галичини графа Йозефа Бріґідо, радника намісництва Юрія Бекхена, дрогобицького старости Юзефа Жевуського, барського старости Міра, литовського підчашого Йоахіма Потоцького. Його призначення — наслідок церковної політики австрійського освіченого абсолютизму. 
1782 року отримав австрійський шляхетський титул Лицар (Ritter von Bielański).
Доклав багато зусиль для реформи УГКЦ, підняття морального та ментального рівня кліру. Писав петиції до цісаря (21 квітня 1781 року, 11 травня 1796), проводив канонічні візитації. За його сприяння: у Львові 30 серпня 1783 року було відкрито духовну семінарію для греко-католиків; було проведено уточнення меж єпархії, її поділ на деканати. Однак єпископ Білянський був проти утворення капітули при катедрі УГКЦ у Львові.
Після поділу Речі Посполитої іноді відправляв богослужіння в колишньому костелі єзуїтів у Львові. У серпні 1784 року посвятив перебудовану церкву святого Миколая в Теребовлі.
Досяг істотного поліпшення статусу греко-католицької церкви, зокрема, повної рівності з римо-католицькою церквою в Галичині (указ від 13 жовтня про віротерпимість) та запровадження української мови в «Studium Ruthenum» та церковних проповідях у роки правління імператора Йосифа II. Зайняв позицію всупереч проекту заміни грошової дотації для консистора (1787 рік). Його підтримував Перемиський єпископ УГКЦ Максиміліян Рило, що викликало протести серед підлеглого духовенства. У 1790 р. звернувся з петицією до наступника Йосифа II імператора Леопольда II із проханням підтвердити рівність обох обрядів католицької церкви (була офіційно підтверджена 8 липня 1790), утворити Галицьку митрополію, ввести початкове навчання українською мовою під опікою церкви, відновити деякі монастирі та інше.
Активно протидіяв впливу РПЦ на території Львівської єпархії. Під час частих візитацій наголошував в проповідях на необхідності сумлінного виконання обов'язків, виробленню терпимості, витримки. Для поширення впливу УГКЦ сприяв заснуванню консисторій у Барі, Кам'янці-Подільському (сприяв будівництву палацу єпископа при церкві Св. Івана).
Звертався до Папи Пія VI, цісаря Франца II з проханнями вплинути на російську політику стосовно греко-католиків у захоплених землях, що не мало успіху: греко-католики часто вимушено ставали православними.
У 1794 році після смерті Перемиського єпископа УГКЦ Максиміліяна Рила був призначений адміністратором цієї єпархії.
Серед руської інтелігенції XVIII століття найбільше прислужився до справи народної освіти. Доручав парохам в проповідях заохочувати батьків віддавати дітей до школи, пояснювати переваги освіти. Зустрів значний спротив шовіністично налаштованих поляків, в тому числі духовенства
Перед смертю отримав звання дійсного таємного радника від цісаря.
Автор праць:
- «Обов'язки парохів і розпорядження». — Львів, 1781
- «Циркуляр, який рекомендує духовенству Кам'янецької єпархії пильне навчання люду». — Львів, 1791
- «Пастирський лист до духовенства та парафіян Львівської і Перемиської єпархій». — Львів, 1795.[9]